# Glypta kunashirica
Glypta kunashirica är en stekelart som beskrevs av Kuslitzky 2007. Glypta kunashirica ingår i släktet Glypta och familjen brokparasitsteklar. Inga underarter finns listade i Catalogue of Life.